# Honahona no sapatrok
Honahona no sapatrok（或阿美語：Hanahonaw sapatrok），是台灣阿美族神話中的一位神祇。

## 概要
Honahona no sapatrok是神族系譜中的第四代神祇，他的父親是Lopalangau、母親是Laplajau、配偶為其Sahpiau:109。Honahona no sapatrok的名字來源是「（溪裡的沙地）很平（Honahon）」（一說來自「口頭上所說的理由（Hanaw）」），使各神皆平等:121。